# 熊本中央信用金庫
熊本中央信用金庫（くまもとちゅうおうしんようきんこ）は、熊本県熊本市中央区に本店を置く信用金庫。通称「中央信金」。かつては水俣市に本店を置いていたが、1980年6月に本店を熊本市へ移転した。

## 概要
熊本県内の4信金のうち、熊本市内には天草信金を除く3つの信用金庫（熊本・熊本第一・熊本中央）が本店を構えており、競合地域である。
マスコットキャラクターは、鼠の「チューちゃん」と「そなえちゃん」。

## 沿革
中央信金は下記の各信用金庫との統合の過程から設立された。

### 旧 水俣信用金庫
- 1923年12月 - 有限責任水俣信用組合として設立。
- 1936年7月 - 保証責任水俣信用組合に改組。
- 1943年9月 - 市街地信用組合法に基づいて改組。
- 1949年10月 - 佐敷信用組合より事業継承。
- 1950年4月 - 中小企業等協同組合法に基づいて改組。
- 1951年10月 - 信用金庫法に基づき、「水俣信用金庫」となる。

### （旧 佐敷信用組合）
- 1894年1月 - 佐敷信用組合を開設。
- 1944年5月 - 市街地信用組合法に基づいて改組。
- 1949年10月 - 水俣信用組合へ事業譲渡し、解散。

### 旧 有明信用金庫
- 1969年1月 - 玉名・荒尾の2信金が合併し、「有明信用金庫」となる。
- 1969年12月 - 長洲信用金庫と合併する。

### （旧 荒尾信用金庫）
- 1930年12月 - 有限責任荒尾町信用組合として設立。
- 1936年11月 -  「保証責任荒尾町信用販売購買組合」に改組。
- 1942年5月 - 「保証責任荒尾市信用販売購買組合」に改称。
- 1944年4月 - 「保証責任荒尾信用組合」に改称。
- 1952年6月 - 信用金庫法に基づき、「荒尾信用金庫」となる。
- 1969年1月 - 玉名信用金庫と合併して「有明信用金庫」となる。

### （旧 玉名信用金庫）
- 1930年9月 - 有限会社高瀬町信用組合として設立。
- 1937年6月 - 「保証責任高瀬町信用組合」に改組。
- 1944年5月 - 市街地信用組合法に基づいて改組。
- 1953年6月 - 信用金庫法に基づき、「玉名信用金庫」となる。
- 1969年1月 - 荒尾信用金庫と合併して「有明信用金庫」となる。

### （旧 長洲信用金庫）
- 1936年12月 - 長洲信用組合として設立。
- 1953年5月 - 信用金庫法に基づき、「長洲信用金庫」となる。
- 1969年12月 - 有明信用金庫と合併し、解散。

### 熊本中央信用金庫
- 1971年11月 - 水俣・有明の2信金が合併し、「熊本中央信用金庫」となる。
- 1980年6月 - 本店を熊本市へ移転する。
- 2005年12月 - 法令遵守態勢に問題があり、九州財務局から業務改善命令を受ける。
- 2007年1月 - 内部管理態勢に問題があり、再度九州財務局から業務改善命令を受ける。

## 営業地区
熊本県の天草市・上天草市を除く全市及び阿蘇郡（西原村を除く）・天草郡を除く全郡部。
福岡県大牟田市・鹿児島県出水郡長島町

## 店舗網
さまざまな信用金庫が合併を繰り返した経緯から営業範囲は広く、熊本市や県南部、荒尾・玉名地域等に支店が分布している。但し、熊本県外には店舗を有していない。
- 総数 - 19店舗（本店1・支店18）
  - 熊本市 - 中央区（2支店）、東区（1支店）、北区（1支店）、南区（1支店）
  - 県北 -  玉名市（3支店）、玉名郡長洲町（1支店）、荒尾市（2支店）
  - 県南 - 八代市（3支店）、水俣市（1支店）、葦北郡芦北町（1支店）、葦北郡津奈木町（1支店）、人吉市（1支店）、球磨郡錦町（1支店）